# Sobrenatural (álbum de Alexis & Fido)
Sobrenatural es el segundo álbum de estudio del dúo puertorriqueño Alexis & Fido. Fue publicado el 13 de noviembre de 2007 a través de Sony BMG Norte. Cuenta con las colaboraciones de Toby Love, Los Yetzons, Ñejo & Dálmata, entre otros.

## Lista de canciones
| N.º   | Título                                                                                              | Productor(es)          | Duración |  |
| 1.    | «Si me matan (Intro)» (con Voltio, Lápiz Conciente, Jadiel, De la Ghetto, Sofla, Primer Mandatario) | Doble A & Nales        | 5:37     |  |
| 2.    | «5 letras»                                                                                          | Doble A & Nales        | 3:15     |  |
| 3.    | «A que no me duras»                                                                                 | Doble A & Nales        | 2:48     |  |
| 4.    | «Somos tal para cual» (con Los Yetzons)                                                             | Doble A & Nales        | 3:35     |  |
| 5.    | «Sobrenatural»                                                                                      | Doble A & Nales        | 3:00     |  |
| 6.    | «Soy igual que tú» (con Toby Love)                                                                  | Doble A & Nales        | 3:44     |  |
| 7.    | «Métele mijo»                                                                                       | Doble A & Nales        | 3:23     |  |
| 8.    | «Lento, Lento, Lento»                                                                               | Mambo Kingz            | 3:34     |  |
| 9.    | «Go Go Girls» (con Erick Right)                                                                     | Eddie Pérez “Scarlito” | 4:41     |  |
| 10.   | «Olvídate de'so» (con Ñejo & Dálmata)                                                               | Nely                   | 3:22     |  |
| 11.   | «Dale uso»                                                                                          | Doble A & Nales        | 3:07     |  |
| 12.   | «Yo sé lo que tú das»                                                                               | Mambo Kingz            | 2:56     |  |
| 13.   | «Tumba el fronte»                                                                                   | Doble A & Nales        | 2:59     |  |
| 14.   | «We Belong Together» (Interpretado por Los Yetzons)                                                 | Scarlito               | 3:15     |  |
| 49:21 | |                        |          |  |

Notas
- «Si me matan» contiene un sample de «Veneno», interpretado por Luis Vargas.[2]

## Posicionamiento en listas
| Listas (2007)                        | Mejor posición |
| ------------------------------------ | -------------- |
| Estados Unidos (Latin Rhythm Albums) | 2              |
| Estados Unidos (Top Latin Albums)    | 11             |

| Listas (2008)                        | Posición |
| ------------------------------------ | -------- |
| Estados Unidos (Latin Rhythm Albums) | 5        |
| Estados Unidos (Top Latin Albums)    | 53       |

## Certificaciones
| País (Certificador) | Certificación | Ventas certificadas |
| --- | ------------- | ------------------- |
| Estados Unidos (RIAA) | Oro           | 100 000*            |
| ^cifras de envíos basadas únicamente en la certificación xcifras no especificadas basadas únicamente en la certificación |               |                     |